# 乳房 (大江千里のアルバム)
『乳房』（ちぶさ）は大江千里4作目のオリジナルアルバム。1985年12月4日にEPIC/SONYから発売（規格品番は32・8H-50→ESCB 1243）。
1991年11月1日に再発売。

## 解説
- 同年3月に発売された前作『未成年』から僅か8ヶ月で発表。
- 前作『未成年』制作後の1985年7月、音楽雑誌PATi PATiの巻頭特集の企画でフィリピンに滞在。そこでお世話になった現地日本人女性コーディネーターが「コスモポリタン」のモチーフとなっている。
- 2008年7月1日CD-BOX 『Senri Premium 〜MY GLORY DAYS 1983-1988』に全曲デジタル・リマスタリングされ収録。

## 収録曲
| 全作詞・作曲: 大江千里、全編曲: 清水信之。 |                                  |          |            |
| #                                          | タイトル                         | 作詞     | 作曲・編曲 |
| 1.                                         | 「サンタクロースがやってくる」   | 大江千里 | 大江千里   |
| 2.                                         | 「彼女によろしく」               | 大江千里 | 大江千里   |
| 3.                                         | 「手垢のついたステイショナリー」 | 大江千里 | 大江千里   |
| 4.                                         | 「コンチェルト」                 | 大江千里 | 大江千里   |
| 5.                                         | 「バンドをつくろう」             | 大江千里 | 大江千里   |
| 6.                                         | 「六甲GIRL」                     | 大江千里 | 大江千里   |
| 7.                                         | 「JANUARY」                      | 大江千里 | 大江千里   |
| 8.                                         | 「コスモポリタン」               | 大江千里 | 大江千里   |
| 9.                                         | 「愛するということ」             | 大江千里 | 大江千里   |
| 10.                                        | 「フレンド」                     | 大江千里 | 大江千里   |

## ミュージシャン
- 松本晃彦 - キーボード
- EPO - コーラス
- 佐橋佳幸 - ギター
- 清水信之 - シンセサイザー

## 発売形態
- LP/CT（規格品番：28.3H-190・1985年12月4日）発売：CBS/SONY Group
- CD（規格品番：32・8H-50・1985年12月21日）発売：CBS/SONY Group
- CD（規格品番：ESCB 1243・1991年11月1日）発売：EPIC/SONY RECORDS
- ブルースペックCD（規格品番：MHCL 30022・2013年4月10日）発売：Sony Music Direct

2013年4月10日にはBlu-spec CD2仕様でSony Music Directから再発売された。（規格品番はMHCL 30022）音源自体は『Senri Premium 〜MY GLORY DAYS 1983-1988』の際にリマスターされたもので、CDジャケットや歌詞カードはLPを復刻した形になっている。

### SonyMusic
- 乳房  –  ディスコグラフィ
- 乳房【Blu-spec CD2】  –  ディスコグラフィ